# Rrahman Dedaj
Rrahman Dedaj, född 1939 i Podujeva i Kosovo, död den 21 augusti 2005 i London, Storbritannien, var en albansk poet.
Rrahman Dedaj studerade albansk språk och litteratur vid Pristinas universitet. Som förespråkare av kommunism och anhängare av Sinan Hasani blev han tack vare detta chefredaktör för Rilindja bokförlag. Dedaj utvandrade till Storbritannien då han avskedades från sitt arbete av serbiska myndigheter.
Rrahman Dedajs poesi har en riklig mängd uttryck och känslor författat på ett preciserat sätt. Han var en poet med konstant utveckling som sökte en mellanväg mellan tradition och modernitet och bidrog mycket till moderniseringen av albansk vers i Kosovo.